# Norie Bay
Die Norie Bay ist eine Bucht an der Nordküste von Coronation Island im Archipel der Südlichen Orkneyinseln. Sie liegt südöstlich des Findlay Point und westlich der Palmer Bay.
Das UK Antarctic Place-Names Committee benannte sie 2017. Namensgeber ist der britische Kartograph John William Norie (1772–1843).